# Gianluca Masi
| Name                                                     | Entdeckung         |
| -------------------------------------------------------- | ------------------ |
| (10931) Ceccano                                          | 16. Februar 1998   |
| (20433) Prestinenza                                      | 14. Februar 1999   |
| (20513) Lazio1                                           | 10. September 1999 |
| (21661) Olgagermani                                      | 1. September 1999  |
| (21685) Francomallia                                     | 11. September 1999 |
| (21799) Ciociaria1                                       | 1. Oktober 1999    |
| (21999) Disora                                           | 7. Dezember 1999   |
| (40409) Taichikato                                       | 6. September 1999  |
| (49501) Basso                                            | 13. Februar 1999   |
| (66458) Romaplanetario                                   | 22. August 1999    |
| (73453) Ninomanfredi1                                    | 13. Juli 2002      |
| (74625) Tieproject1                                      | 10. September 1999 |
| (79641) Daniloceirani1                                   | 19. September 1998 |
| (98722) Elenaumberto                                     | 22. Dezember 2000  |
| (101902) Gisellaluccone                                  | 3. September 1999  |
| (145820) Valeromeo                                       | 15. Oktober 1998   |
| (243637) Frosinone                                       | 8. Oktober 1999    |
| (269762) Nocentini                                       | 4. Oktober 1999    |
| 1 zusammen mit Franco Mallia 2 zusammen mit R. Michelsen |                    |

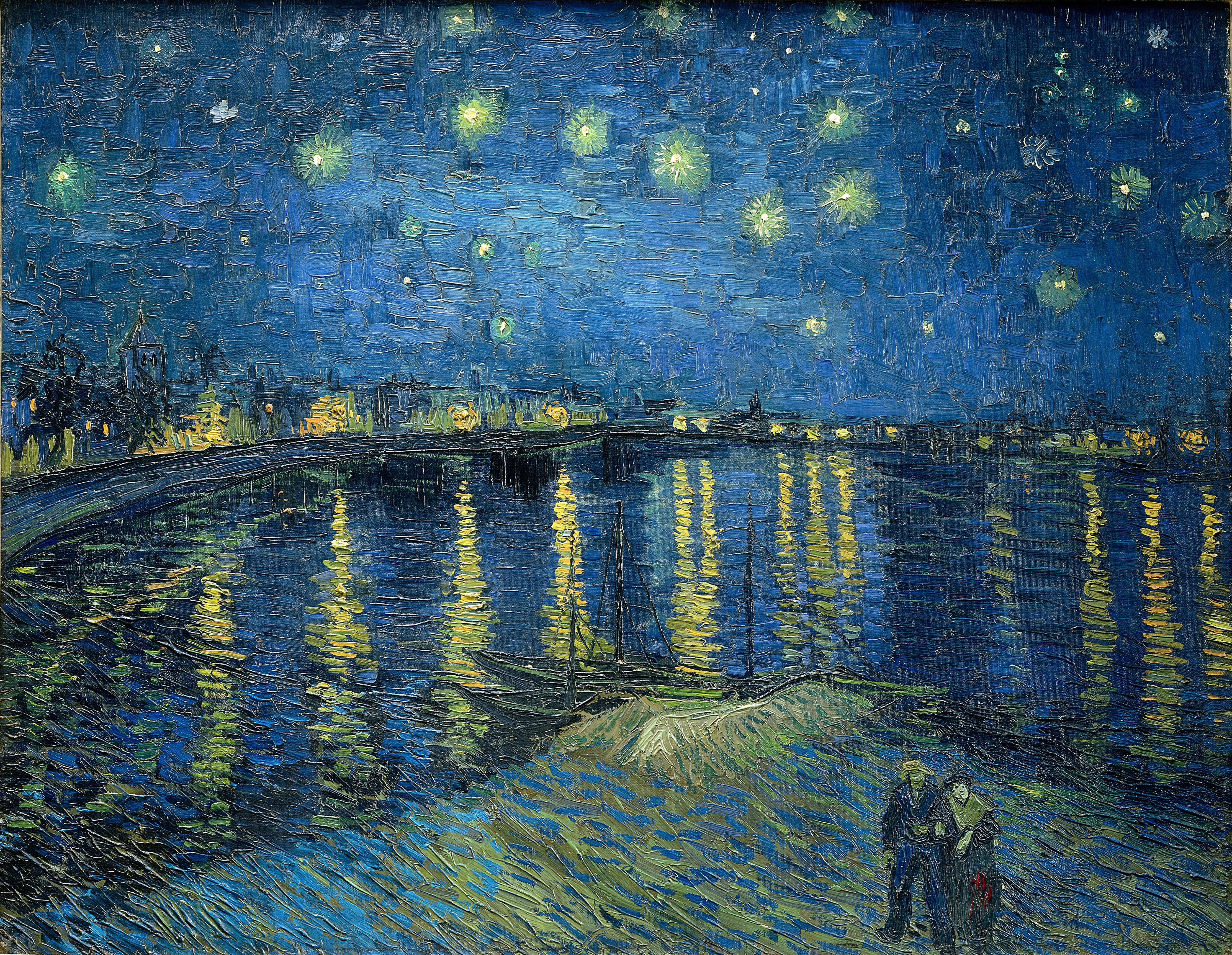
So sah Vincent Van Gogh den Sternenhimmel zwischen dem 20. - und 30. September 1888. Gianluca Masi berechnete 2007 das Datum auf Grund der Sternenkonstellation.

Gianluca Masi (* 1972) ist ein italienischer Amateurastronom und Asteroidenentdecker.
Er ist seit 1988 Mitarbeiter am Astronomical Observatory of Campo Catino. Seine aktuellen Beobachtungen unternimmt er am 1997 gegründeten Osservatorio Astronomico Bellatrix in Ceccano.
Am 1. August 1997 entdeckte Masi einen veränderlichen Stern in der Nähe des Hantelnebels (M 27).
Zwischen 1998 und 2003  entdeckte er insgesamt 23 Asteroiden, einige davon zusammen mit Franco Mallia und R. Michelsen.
2006 startete er das „Virtual Telescope project“, das mehr als 120.000 Menschen jährlich nutzen, um die Ereignisse und Objekte am Himmel virtuell zu betrachten. Das System besteht aus verschiedenen automatischen Teleskopen die in Echtzeit im Internet verfügbar sind.
Im September 2007 gelang es ihm, durch den Vergleich der Sternkonstellationen die Tage zwischen dem 20. und 30. September 1888 als den Zeitpunkt zu bestimmen, den Vincent van Gogh in seinem Gemälde Sternennacht über der Rhone festgehalten hatte.
Der Asteroid (21795) Masi wurde nach ihm benannt.